# Birgit Nilsson

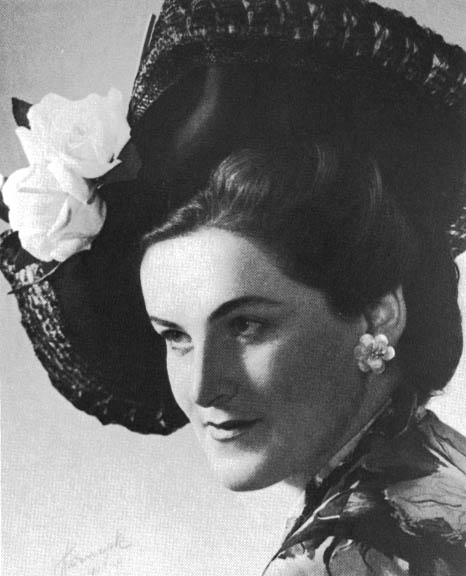
Birgit Nilsson em 1948

Märta Birgit Nilsson (Västra Karup, 17 de maio de 1918 — Bjärlöv, 25 de dezembro de 2005) foi uma soprano dramática sueca, famosa principalmente por seus papéis em óperas de Richard Wagner, Giuseppe Verdi, Giacomo Puccini e Richard Strauss.
Birgit Nilsson é considerada uma das maiores sopranos de todos os tempos e uma das mais famosas e prestigiadas cantoras de ópera dos últimos tempos, além de ser a mais bem paga cantora lírica da história. [carece de fontes?]

## Biografia
Filha dos agricultores Nils Svensson e Justina Pålsson. Seu pai lhe comprou um pequeno órgão portátil, e mais tarde um piano quando ela tinha quinze anos de idade. Aos dezessete anos, ela começou a cantar no coro da igreja. O regente do coro, Ragnar Blenow, previu que ela seria uma grande soprano. Mas seu pai se opunha a que ela seguisse uma carreira musical, achando que o lugar dela era gerindo os negócios da fazenda. "Meu pai era um homem muito teimoso," ela disse em 1979 numa entrevista ao jornal San Francisco Chronicle. "E, para dizer a verdade, se eu tivesse filhos, também não ia querer que eles seguissem essa carreira. Se você não nasceu para a grandeza, a vida é muito dura."
Em 1941 ela entrou para o Conservatório Real de Música de Estocolmo, onde seus professores foram Arne Sunnegard e Joseph Hislop.
Birgit Nilsson estreou em 1946 na Ópera Real Sueca como Agathe em Der Freischütz de Weber. Contam que ela só teve três dias para se preparar para o papel. Sua estréia americana se deu em 1956 como Isolda na Ópera de San Francisco. Foi aclamada no mesmo papel em 1959 no Metropolitan Opera House de Nova Iorque. Estreou em Bayreuth no mesmo ano como Else em Lohengrin.
Birgit Nilsson cantou por 40 anos em palcos de ópera do mundo inteiro e deixou inúmeras gravações. Sua voz era mais adequada para os papéis femininos mais fortes, aqueles que exigem grande potência e resistência física, como são os papéis das óperas de Wagner. Sua voz tinha um timbre brilhante e poderoso como o de um trompete. Ela cantou o dificílimo papel de Isolda mais de 200 vezes (Nilsson costumava, jucosamente, dizer que o mais primordial requisito para se cantar a Isolde era um "bom par de sapatos", devido à quantidade de tempo que a personagem se mantem em cena ao longo da ópera). Também se destacou como Brünnhilde e Sieglinde, além do papel principal na Elektra de Richard Strauss. No entanto, ela era tão boa na ópera italiana como na alemã. É impressionante que uma mesma mulher tenha sido a mais perfeita Isolda (a gravação ao vivo que fez desta ópera com Wolfgang Windgassen no Festival de Bayreuth em 1966, sob a regência de Karl Böhm, é considerada pelos entendidos como a melhor jamais feita desta ópera) e a mais perfeita Turandot (existem, pelo menos, duas gravações comerciais, uma com Jussi Bjoerling e dirigida por Erich Lensdorf em 1959 e outra com Franco Corelli e dirigida por Francesco Molinari-Pradelli em 1966). Seu desempenho como Lady Macbeth na ópera de Verdi recebeu aclamação do público e da crítica. Só no Metropolitan de Nova York, ela atuou 223 vezes, tendo desempenhado 16 papéis. Naquele teatro, ela foi Isolda 33 vezes, Turandot 52, e cantou o ciclo completo O Anel do Nibelungo de Wagner duas vezes, nas temporadas de 1961-1962 e na de 1974-1975.
Entre 1975 e 1979 Birgit Nilsson não pôde entrar nos Estados Unidos, acusada de dever a quantia de US$500.000 ao imposto de renda norte-americano. Chegaram a dizer até mesmo que ela teria embarcado do país rumo à Europa com o fôrro de seu casaco de peles recheado de notas de cem dólares. A disputa só foi resolvida em 1979, quando, através de seu advogado, ela entrou num acôrdo para pagar a dívida a prestações.
Birgit Nilsson tinha grande senso de humor. Certa vez, ao ter uma disputa com a célebre soprano australiana Joan Sutherland, perguntaram a ela se ela achava que a exuberante cabeleira de Sutherland era natural ou artificial. "Eu não sei," ela respondeu, "ainda não puxei." Perguntada pelos fiscais do impôsto de renda norte-americano se ela tinha dependentes, ela disse: "Sim. Rudolf Bing" (o diretor do Metropolitan de Nova Iorque) - querendo dizer com isso que, se não fosse por ela, ele perderia o emprêgo. Durante uma encenação, o tenor Franco Corelli teria lhe dado uma mordida no pescoço. Após o incidente, ela disse que teria que cancelar apresentações, "por estar sofrendo de raiva."
Sua morte só foi anunciada pelo jornal sueco Svenska Dagbladet na quarta-feira, 11 de Janeiro de 2006. Era desejo da família que o funeral fosse íntimo e secreto. Ela e seu marido (já falecido), o dono de restaurante Bertil Niklasson, não tinham filhos.

## Troféu Birgit Nilsson
Desde 2009, há na Suécia um prêmio que ostenta seu nome e que oferece  um milhão de euros ao galardoado. O primeiro vencedor do galardão foi Plácido Domingo.

## Discografia e ligações externas
- O Anel do Nibelungo, Richard Wagner com Wolfgang Windgassen, Dietrich Fischer-Dieskau, Régine Crespin, Lucia Popp, Christa Ludwig, e numeroso e celebérrimo elenco, com a Filarmônica de Viena sob a regência de Sir Georg Solti
- Tristan und Isolde, Richard Wagner com Wolfgang Windgassen, Marti Talvella, Eberhard Waechter, Christa Ludwig - Gravação feita em Bayreuth em 1966. Regente: Karl Böhm
- Tosca, Giacomo Puccini com Birgit Nilsson (Tosca), Franco Corelli (Cavaradossi), Dietrich Fischer-Dieskau (Scarpia), Silvio Maionica (Angelotti) - Orquestra e Coro da Academia de Santa Cecília de Roma, regente Lorin Maazel
- Elektra de Richard Strauss, com Birgit Nilsson; Elektra. Regina Resnik como Klytämnestra. Marie Collier como Chrysothemis. Viena Philarmonic Orchestra, conhecida em português como Orquestra Filarmônica de Viena, regida por Sir Georg Solti. Gravação de 1966, da DECCA records.
- Salome de Richard Strauss, com Birgit Nilsson; Elektra. Eberhard Wächter como Jochanaan. Gerhard Stolze como Aegptus. Grace Hoffman como Herodias. Orquestra Filarmônica de Viena, regida por Sir Georg Solti. Gravação de 1962, da DECCA records.